# Organisation Combat anarchiste
Pour les articles homonymes, voir OCA.
L’Organisation combat anarchiste (OCA) était une petite organisation communiste libertaire issue de la transformation de la Coordination anarchiste en 1976. L'OCA fusionna au sein de l’Union des travailleurs communistes libertaires fin 1979.

## Origines
En avril 1976, l’assemblée générale de la Coordination anarchiste à Orléans adopta un document d’orientation intitulé « Repères pour un anti-étatisme militant », qui proposait la transformation de ce réseau en organisation à part entière. Cela entraîna le départ des groupes localistes et autonomes.

Lors de l’assemblée générale suivante, à Grenoble, début novembre 1976, fut décidée la fondation de l’Organisation combat anarchiste et la publication d’une revue trimestrielle : Lutter .  

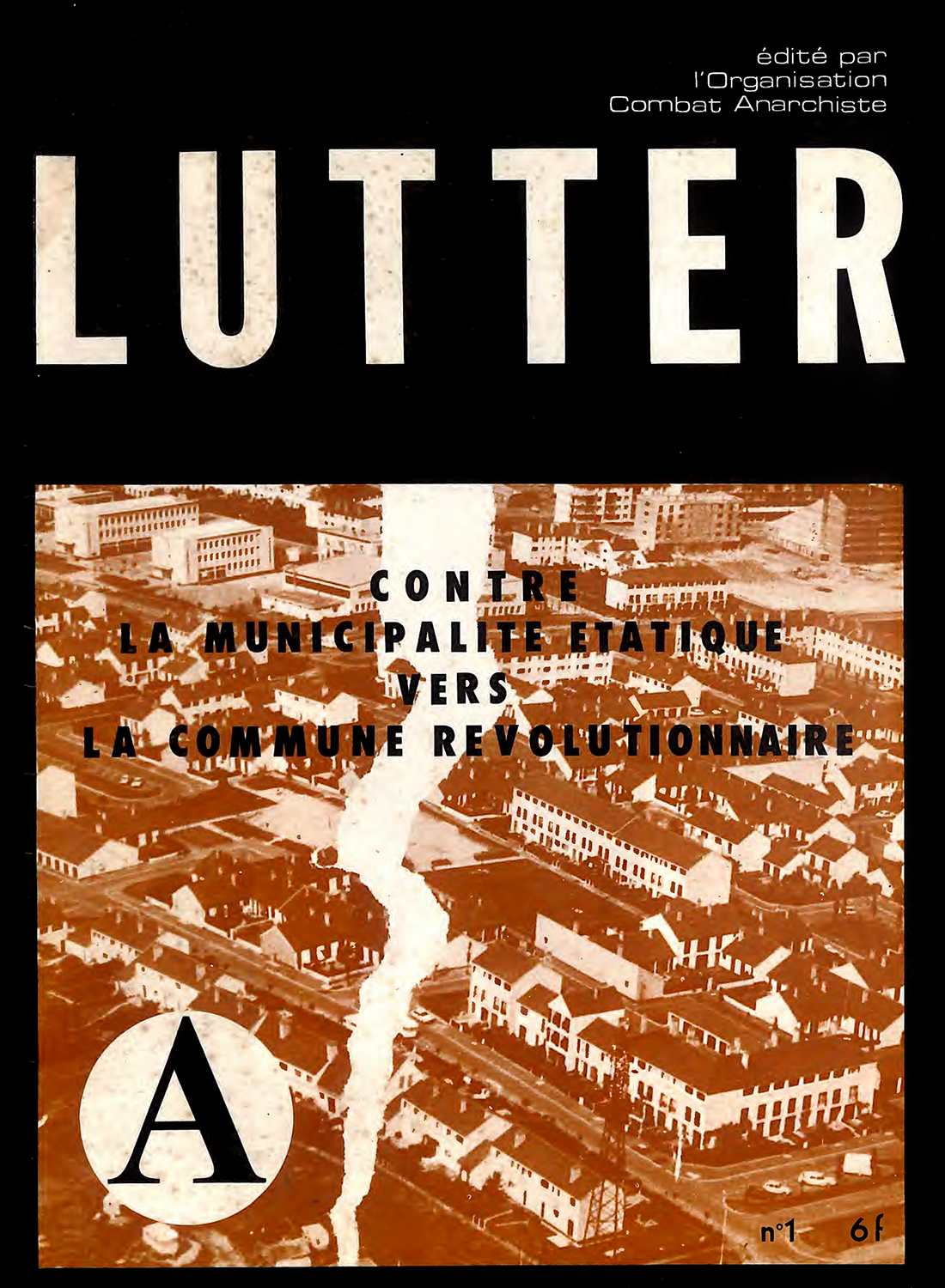
Lutter n°1 (1er trimestre 1977).

Dans son premier numéro, Lutter explique la fondation de l’OCA par « la nécessité ressentie par des militants libertaires, en majorité travailleurs, de s’inscrire dans des structures plus stables de lutte avec un projet plus structuré et plus global. Ce n’est qu’une pratique constante de la lutte de classe qui peut déclencher la guerre de classe et rendre ainsi possible l’affirmation de l’autonomie ouvrière. L’affirmation de notre volonté et nécessité d’autonomie, ne passe plus pour nous, membres de l’OCA, par les groupes autonomes, mais par l’autonomie de classe dont le débouché est le communisme libertaire ».  

## Rapprochement puis fusion au sein de l’UTCL

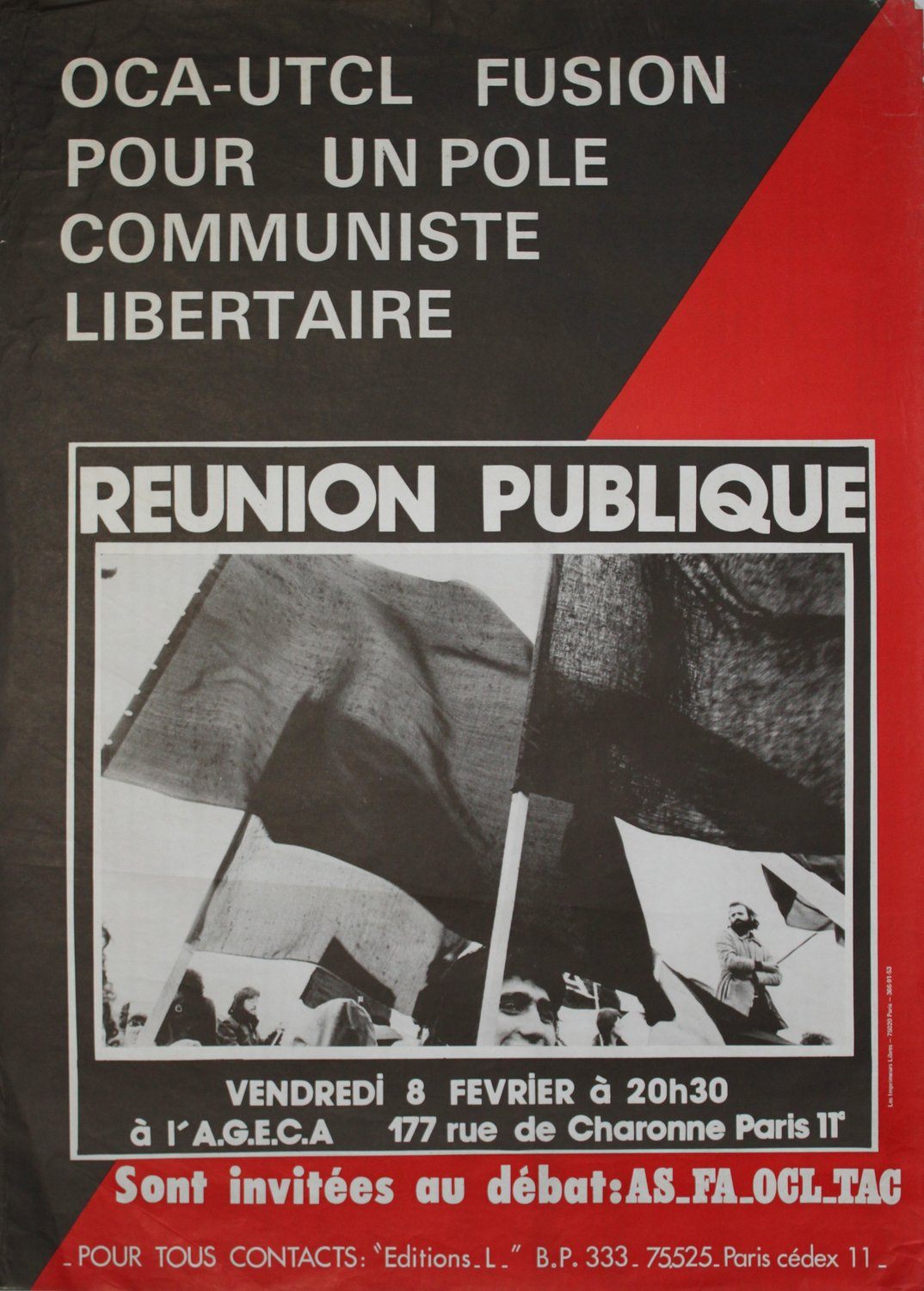
Affiche de la fusion OCA-UTCL (1980).

Très rapidement, l’OCA entra en discussion avec l’Union des travailleurs communistes libertaires qui, née au même moment, possédait une longueur d’avance en termes d’intervention en entreprises et d’élaboration programmatique.
Au moment des législatives de mars 1978, l’OCA mena une campagne « anti-électoraliste » en association avec l’UTCL et le groupe Combat communiste.
L’OCA entama, en octobre 1978, un processus de discussion avec l’UTCL en vue d’une fusion. Celle-ci fut actée lors du IIe congrès de l’UTCL, début novembre 1979.
Les organisations fusionnées maintinrent le sigle UTCL, conservèrent le mensuel Tout le pouvoir aux travailleurs, et firent de Lutter une revue trimestrielle de réflexion.